# Device 6
《Device 6》是一款由瑞典游戏开发商Simogo为IOS平台开发的基于文本的冒险游戏。玩家可以利用游戏中的文字、图片和音效等元素解决游戏中的谜题，从而帮助主人公安娜从一座陌生的小岛上逃离。

## 游戏玩法
《Device 6》主要由文本内容构成。玩家可以用手指在手机屏幕上滑动，从而阅读之前或者之后的故事。随着主人公在画面中移动，屏幕上显示的文字可能会发生转向或者在某一个分岔点一分为二 。玩家可以通过触碰按钮来与游戏中的元素交互，比如触碰游戏中的黑白图案来获得解决谜题的提示。

## 游戏剧情
在游戏的开始，主人公安娜从睡梦中醒来，却发现自己在一座陌生的城堡中。她试图回忆过去，却什么都记不起来，只想起了一个可怕的洋娃娃。在接下来的剧情中，安娜会遇见奇怪的人和生物。并且这些生物要么对安娜的出现不理不睬，要么看起来像是被人用电子信号控制了一样。这让她更加不安且担忧。

## 游戏原声
音乐家丹尼爾·奧森（Daniel Olsé）为《Device 6》制作了配乐。游戏原声带，《DEVICE 6 Original Soundtrack》，于2013年12月1日正式发行。专辑的主唱也会在游戏中出场。

## 舆论评价
《Device 6》受到了舆论的广泛好评，评论家们称赞这款游戏具有创新的叙事方式和精妙的语言以及音效，但他们也表示这款游戏的剧情有些短小。截至2019年6月，游戏在GameRankings上根據19項評論獲得92.24%分，在Metacritic上的匯總得分為92/100。
Gamezebo認為遊戲與其他遊戲不同的演示方式可能讓玩家反感，但當玩家深入其中便會無法自拔。數碼間諜稱《Device 6》是最能發揮iPhone的遊戲。每日电讯报的湯姆·霍金斯（Tom Hoggins）評論遊戲故事引人入勝、急遽還富有自己的風格。
这款游戏获得了2014年独立游戏节的最佳音效奖，2014年的苹果设计奖。媒体Pocket Gamer授予它2014年最佳应用奖。它也获得了来自英国学院游戏奖的几项提名。
据开发者所述，截至2014年3月，游戏在iOS的App Store商店中已经售出了200,000份。

## 引用参考
1. 1 2  . IGN.   [2019-06-07]. （原始内容存档于2014-07-31） （英语）.
2. ↑  . UBM Tech（英语：UBM Tech）. 2014-02-07  [2019-06-07]. （原始内容存档于2019-06-07） （英语）.
3. 1 2 3 4 5 6  Oxford, Nadia. . Gamezebo. 2013-10-22  [2019-06-06]. （原始内容存档于2014-08-12） （英语）.
4. 1 2 3  Webster, Andrew. . Vox Media. 2013-10-17  [2019-06-06]. （原始内容存档于2019-06-07） （英语）.
5. 1 2  Simon Flesser. . Simogo. 2014-04-28  [2019-06-07]. （原始内容存档于2019-06-07） （英语）.
6. ↑  Daniel Olsén. . Bandcamp.   [2019-06-07]. （原始内容存档于2014-08-10） （英语）.
7. 1 2  . GameRankings. CBS互動.   [2019-06-06]. （原始内容存档于2019-06-07） （英语）.
8. 1 2  . Metacritic. CBS互動.   [2019-06-06]. （原始内容存档于2019-06-06） （英语）.
9. 1 2  . Edge (杂志). Future plc. 2013-10-17  [2018-05-27]. （原始内容存档于2013-12-23） （英语）.
10. 1 2  Donlan, Christian. . Eurogamer. 2013-10-17  [2019-06-06]. （原始内容存档于2014-07-01） （英语）.
11. 1 2  Cork, Jeff. . Game Informer. 2013-10-29  [2019-06-06]. （原始内容存档于2014-05-29） （英语）.
12. 1 2  Sliva, Marty. . IGN. 2013-11-27  [2019-06-06]. （原始内容存档于2019-06-07） （英语）.
13. 1 2  Nichols, Scott. . Hearst Magazines UK. 2013-10-22  [2019-06-06]. （原始内容存档于2019-06-07） （英语）.
14. 1 2  . 蘋果公司.   [2019-06-06]. （原始内容存档于2019-06-07） （英语）.
15. 1 2  . 独立游戏节.   [2019-06-06]. （原始内容存档于2019-03-26） （英语）.
16. ↑  Brown, Richard. . Steel Media. 2014-03-27  [2019-06-07]. （原始内容存档于2019-06-07） （英语）.
17. ↑  . Steel Media.   [2019-06-07]. （原始内容存档于2019-06-07） （英语）.
18. 1 2  Hoggins, Tom. . 每日电讯报. 2013-10-30  [2019-06-06]. （原始内容存档于2019-06-07） （英语）.
19. ↑  Geist, J. Nicholas. . Kill Screen Media. 2013-10-18  [2014-02-27]. （原始内容存档于2014-02-27） （英语）.
20. ↑  . 英国电影和电视艺术学院.   [2019-06-07]. （原始内容存档于2014-03-04） （英语）.
21. ↑  Simon Flesser. . Simogo. 2014-03-27  [2019-06-07]. （原始内容存档于2019-06-07） （英语）.

## 其他链接
- 官方网站